# Franciscaines missionnaires de la Mère du Divin Pasteur
Les Franciscaines missionnaires de la Mère du Divin Pasteur (en latin : Congregationem Sororum Tertiariarum Franciscalium Matris Divini Pastoris) sont une congrégation religieuse féminine enseignante et hospitalière de droit pontifical. 

## Historique
En 1848, Isabelle Yubal et Marie Valdés, deux novices capucines forcées de quitter le monastère à cause des lois antireligieuses de l'époque se constituent en fraternité de tertiaires capucines sous la direction de Joseph Tous y Soler, l'évêque de Vic leur confie la gestion d'une école pour filles à Ripoll. Elles sont rejointes par Remedio Palos le 27 mai 1850 puis par Marie Anne Mogas Fontcuberta le 13 juin de la même année. 
En 1868 la communauté des religieuses de Madrid dirigées par mère Mogas Fontcuberta donne lieu à une branche autonome de la congrégation, le cardinal archevêque de Tolède Cirilo de Alameda y Brea, franciscain, change leur nom, leur donne un nouvel habit et approuve la congrégation le 16 janvier 1872.
L'institut reçoit le décret de louange le 22 septembre 1894 et l'approbation par le Saint-Siège le 4 juillet 1896 ; leurs constitutions sont approuvées le 8 août 1899. L'institut est affilié à l'ordre des Frères mineurs le 19 juin 1906. 
Trois religieuses, Isabelle Remuiñán Carracedo (1876-1936), Gertrude Llamazares Fernández (1870-1936), Marie Asumpta (1881-1936) sont martyrisées pendant la guerre d'Espagne et béatifiées le 13 octobre 2013. 

## Activités et diffusion
Les Franciscaines se consacrent principalement à l'enseignement, aux soins des personnes âgées dans des maisons de retraite et comme  infirmières dans les hôpitaux.
Elles sont présentes en :
- Europe : Espagne, Italie, Portugal.
- Amérique : Argentine, Chili, Pérou, Venezuela.
- Afrique : Bénin, Mozambique.

La maison généralice est à Madrid.
En 2017, la congrégation comptait 586 religieuses dans 91 maisons.